# Beauharnois-Salaberry
Beauharnois-Salaberry es un municipio regional de condado de la provincia de Quebec en Canadá. Está ubicado en la región del Vallée-du-Haut-Saint-Laurent la cual está en Montérégie. La capital del MRC es Beauharnois pero Salaberry-de-Valleyfield, que es la ciudad más grande del MRC de Beauharnois-Salaberry, es la capital y el centro económico de la región del Vallée-du-Haut-Saint-Laurent. 

## Geografía

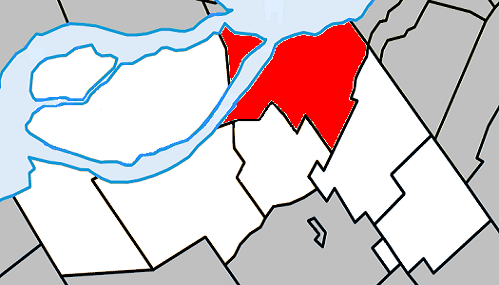
Localización del MRC de Beauharnois-Salaberry, en rojo la ciudad de Beauharnois

Beauharnois-Salaberry se encuentra junto el lago Saint-François, el rio San Lorenzo de frente la confluenza del rio Ottawa, y el lago Saint-Louis. Los municipios regionales de condado que son vecinos son Roussillon al nordeste, Les Jardins-de-Napierville al este, Le Haut-Saint-Laurent al sur y Vaudreuil-Soulanges al noroeste.

## Historia

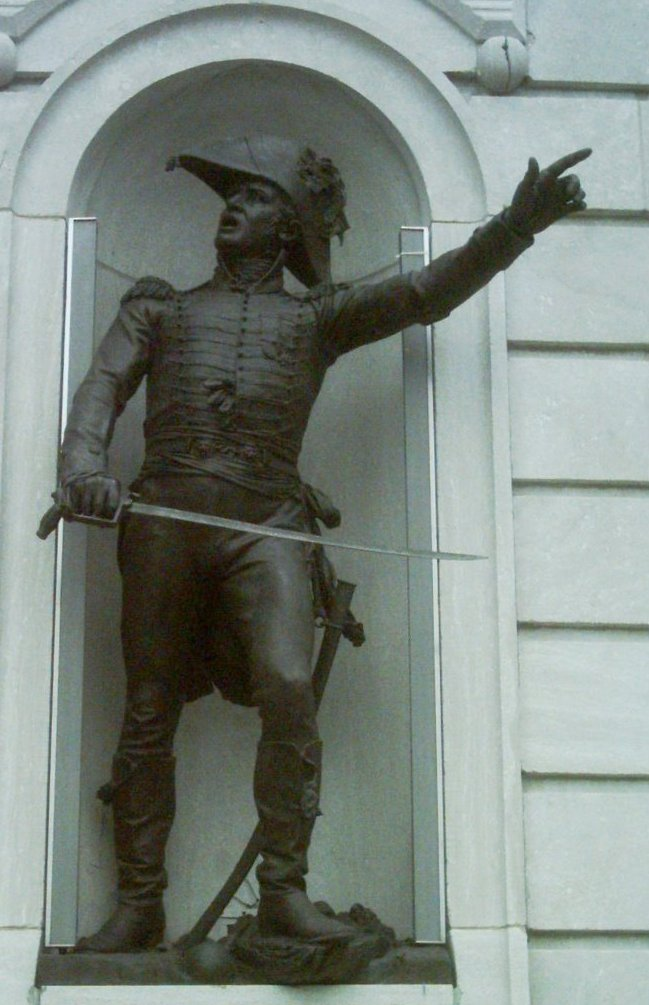
Estatua de Michel de Salaberry en la Asamblea Nacional de Quebec

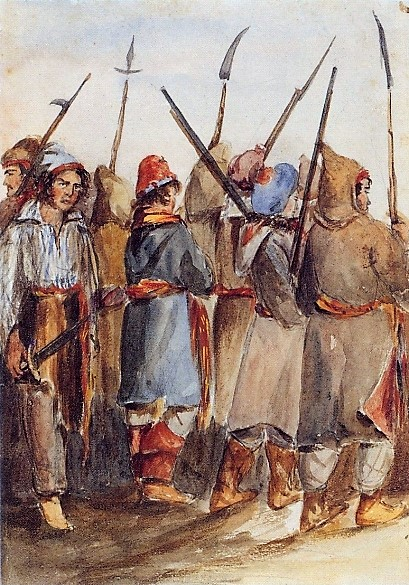
Rebellión de los Patriotes en Beauharnois en 1838

El nombre de la entidad recuerda Charles de La Boische, marqués de Beauharnois y gobernador de Nueva Francia, así como Charles-Michel d'Irumberry de Salaberry, oficial y héroe franco-canadiense, especialmente en la Batalla de Châteauguay durante la Guerra anglo-estadounidense de 1812.

## Política
Forma parte de las circunscripciones electorales de Beauharnois a nivel provincial y de Beauharnois−Salaberry a nivel federal.

## Demografía
Según el censo de Canadá de 2011, había 61 950 personas residiendo en este MRC con una densidad de población de 131,6 hab./km². La población crece modestamente entre 2006 et 2011 (1,9%).
Evolución de la población total, 1981-2014

## Componentes
Hay 7 municipios en el MRC.
| Código | Nombre                       | Tipo      | Fecha de constitución | Área total (km²) | Área agua (km²) | Área tierra (km²) | Población 2013 | Densidad (hab./km²) |
| ------ | ---------------------------- | --------- | --------------------- | ---------------- | --------------- | ----------------- | -------------- | ------------------- |
| 70005  | Saint-Urbain-Premier         | Municipio | 01.07.1855            | 53,59            | 0,01            | 53,58             | 1202           | 22,4                |
| 70012  | Sainte-Martine               | Municipio | 08.09.1999            | 64,50            | 1,41            | 63,09             | 5323           | 84,4                |
| 70022  | Beauharnois                  | Ciudad    | 01.01.2002            | 83,46            | 16,24           | 67,22             | 12 357         | 183,8               |
| 70030  | Saint-Étienne-de-Beauharnois | Municipio | 01.01.1867            | 41,50            | 0,47            | 41,03             | 805            | 19,6                |
| 70035  | Saint-Louis-de-Gonzague      | Parroquia | 01.07.1855            | 91,11            | 12,27           | 78,84             | 1483           | 18,8                |
| 70040  | Saint-Stanislas-de-Kostka    | Municipio | 01.07.1855            | 62,21            | 4,62            | 57,59             | 1548           | 26,9                |
| 70052  | Salaberry-de-Valleyfield     | Ciudad    | 24.04.2002            | 125,08           | 18,39           | 106,69            | 40 791         | 382,3               |
| 700    | Beauharnois-Salaberry        | MRC       | 01.01.1982            | 547              | 79              | 468               | 63 509         | 135,7               |